# (Are You) The One That I've Been Waiting For
(Are You) The One That I've Been Waiting For? is de tweede single van het album The Boatman's Call, van Nick Cave and the Bad Seeds. De single werd uitgebracht op 19 mei 1997. De single verscheen op 7" en 12" vinyl en een standaard cd-single. Toch haalde het nummer in geen enkel land de hitlijsten.

## Achtergrond
Zoals meerdere nummers op het album The Boatman's Call, lijkt te gaan over Nick Caves persoonlijke relaties en verlangens. Vooral over dit nummer werd gespeculeerd dat het een liefdeslied is of gaat over PJ Harvey, de moeder van zijn zoon Luke. In het nummer zingt Nick Cave "there's a man who spoke wonders / I've never met him / he said, 'he who seeks finds and who knocks will be let in'", wat een directe quote is uit de Bijbel.

## Videoclip
Een promotionele videoclip werd geproduceerd voor dit nummer, waarin de band het nummer zingt in een kerk. 

## Tracklist
Verenigd Koninkrijk en Australië (cd) (Liberation Records, D1626)
1. (Are You) The One That I've Been Waiting For? - 4:06
2. Come Into My Sleep - 3:48
3. Black Hair (Band Version) - 4:14
4. Babe, I Got You Bad - 3:49

Verenigd Koninkrijk (7") (Mute Records, MUTE 206)
1. (Are You) The One That I've Been Waiting For? - 4:06
2. Come Into My Sleep - 3:48